# ويليام همفريز جاكسون
ويليام همفريز جاكسون (بالإنجليزية: William Humphreys Jackson)‏ هو سياسي أمريكي، ولد في 15 أكتوبر 1839 في سالزبوري في الولايات المتحدة، وتوفي بنفس المكان في 3 أبريل 1915. حزبياً، نشط في الحزب الجمهوري. وقد انتخب عضو مجلس النواب الأمريكي.